# Francisco Barbotti
Francisco Barbotti (Resistencia, Chaco, 11 de abril de 1998) es un baloncestista argentino que se desempeña como ala-pívot en el Bologna Basket 2016 de la Serie B Interregionale de Italia.

## Trayectoria

### Clubes
| Club                   | País      | Año             |
| ---------------------- | --------- | --------------- |
| Obras Basket           | Argentina | 2015 - 2017     |
| Villa Mitre            | Argentina | 2017 - 2018     |
| Obras Basket           | Argentina | 2018 - 2021     |
| Vis Reggio Calabria    | Italia    | 2021 - 2022     |
| Corona Platina Piadena | Italia    | 2022 - 2024     |
| Bologna Basket 2016    | Italia    | 2024 - Presente |

## Selección nacional
Barbotti integró los seleccionados juveniles de baloncesto de Argentina, siendo parte del plantel que se consagró campeón del Campeonato Sudamericano de Baloncesto Sub-17 de 2015. También estuvo presente en el Campeonato Sudamericano de Baloncesto Sub-21 de 2019.